# Булакдашт
Булакдашт (тадж. Булакдашт) — село в Дангаринском районе Хатлонской области Республики Таджикистан. Административно относится к джамоату (сельской общине) Сангтуда Дангаринского района.
Находится на расстоянии 47 км от райцентра (пгт. Дангара) и 10 км от джамоатного центра (с. Гулистон).
Население — 503 чел. (2017).